# Tribunal Suprem de Slesvig-Holstein
La Schleswig-Holsteinisches Oberlandesgericht és l'audiència federal superior alemanya (OLG) del land Slesvig-Holstein. La seva seu és a Slesvig i la seva circumscripció arriba a tot el territori del propi estat federat.

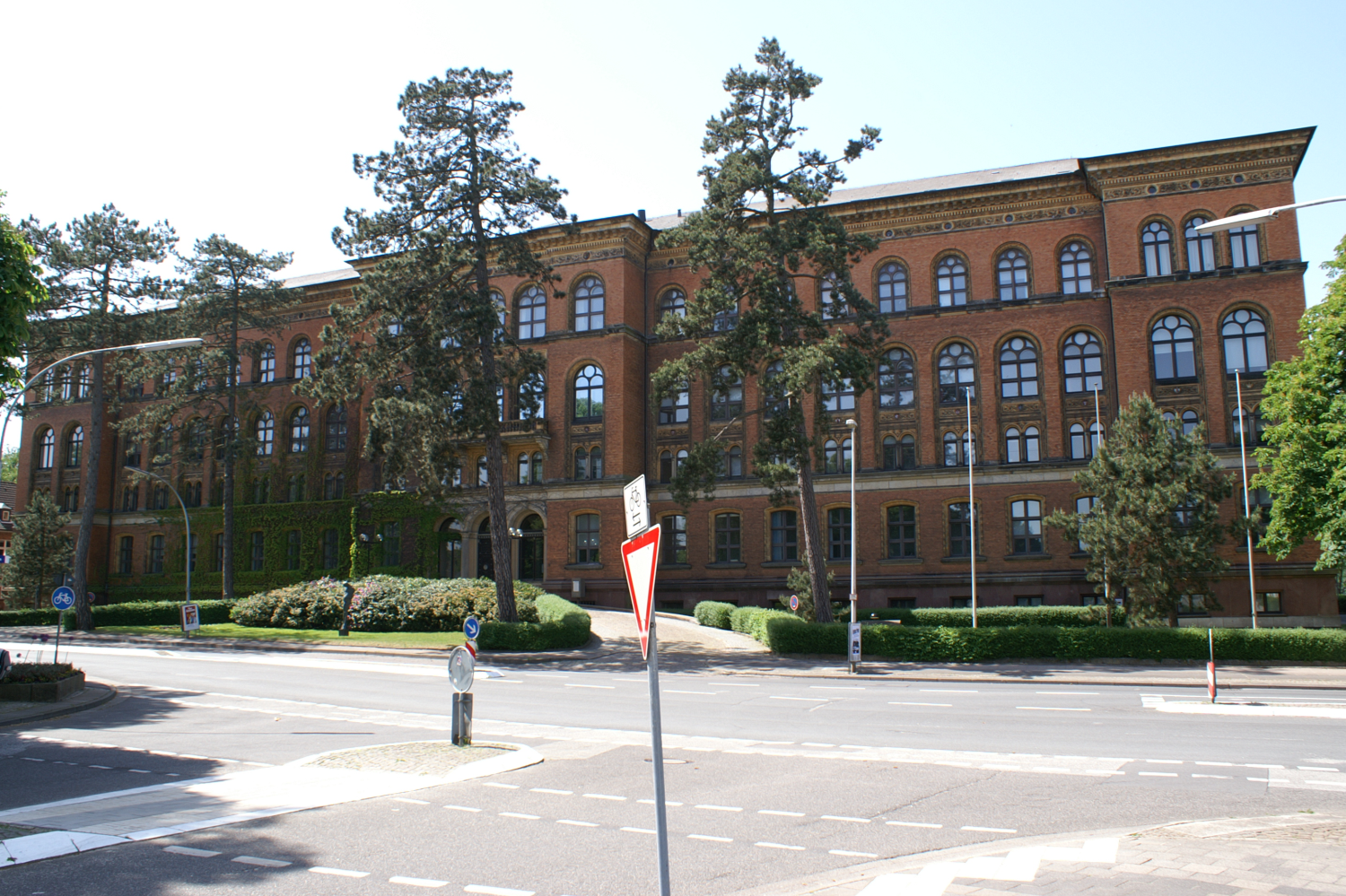
Edifici del tribunal conegut popularment com "Roter Elefant" (elefant vermell)

## Història
El tribunal federal alemany Schleswig-Holstein-Lauenburgische Oberappellationsgericht es va crear per la publicació a Kiel d'un decret de data 15 de maig de 1834 del rei Frederic VI de Dinamarca amb efecte a l'1 d'octubre de 1834 com a Tribunal Suprem pels tres ducats: Slesvig, Holstein i Lauenburg. Amb això va sorgir com a tribunal superior del Sacre Imperi Romà que anteriorment a 1806 pertanyia als ducats de Holstein i Lauenburg residents en la Càmera de la Cort Imperial a Wetzlar i a la sala del Consell Àulic del Sacre Imperi (Reichshofrat) a Viena, que varen desaparèixer amb la dissolució del Sant Imperi Romà en la nació Alemanya el gener de 1806. El ducat de Slesvig no era membre de la confederació alemanya per ser un feu imperial danès. Fins a 1834, el Tribunal Suprem per a Slesvig a Gottorf i el Tribunal Suprem de Holstein a Glückstadt eren tribunals suprems al territori de Slesvig-Holstein.
A partir de 1850 l'Oberappellationsgericht a Kiel va ser responsable només dels ducats de Holstein i Lauenburg i va existir en aquesta forma fins a 1867.

### Reformes judicials el 1867 per la seva incorporació a l'estat de Prússia
Amb la incorporació de Schleswig-Holstein a l'estat prussià es va nomenar un tribunal d'apel·lació, que va tenir la seva seu a Kiel. En lloc d'instal·lar el tribunal suprem al territori recentment adquirit, l'Oberappellationsgericht va ser construït a Berlín, inaugurat el 1874 com Tribunal Superior de Prússia.
La jurisdicció del tribunal d'apel·lació ara també torna a ser l'àrea de Schleswig. En total hi havia al principi 86 jutjats de primera instància o jutjats municipals i cinc tribunals de comtat a Altona, Itzehoe, Schleswig, Flensburg i posteriorment Lauenburg.

### Imperi i República de Weimar
Amb l'entrada en vigor del Reichsjustizgesetze l'1 d'octubre de 1879, es va fundar el Tribunal Regional Superior de Kiel, que va tenir la seu a l'edifici de l'antic tribunal d'apel·lacions fins a 1894, any en el qual es va traslladar al nou edifici de Lorentzendamm, que ara s'utilitza com a Ministeri de Justícia.
Els tribunals de districte del Tribunal Regional Superior inclouen els tribunals regionals de Flensburg, Kiel i Altona.
El procés més conegut d'aquell moment es va decidir mitjançant en un judici el 8 de novembre de 1904 conegut com el procés portuari de Kiel, en el qual la ciutat Kiel es va queixar contra l'estat de Prússia sobre la propietat al fiord de Kiel i a la platja associada al port. Al darrere d'això es trobava el conflicte entre l'estat de Prússia, interessat en l'expansió del port militar, i la ciutat de Kiel amb l'interès d'expandir el port comercial. La ciutat va perdre la demanda, que va contribuir al desenvolupament d'un sol bàndol a la ciutat de Kiel i la crisi de 1918.

### Durant el nacionalsocialisme
El 1937, en l'elaboració de la Llei del Gran Hamburg, el Tribunal Regional Superior Kiel va perdre la jurisdicció sobre el tribunal de districte d'Altona i va guanyar el tribunal de districte Lübeck del districte judicial del Tribunal Regional Hanseàtic d'Hamburg i el recentment establert tribunal de districte, Itzehoe.

### Després de 1945
Després de la Segona Guerra Mundial el trasllat del tribunal de Kiel a Schleswig va ser la compensació per la pèrdua de l'administració estatal i el tribunal va rebre el nom actual de Tribunal Superior de Schleswig-Holstein.

## Operativa

### El Palau de Justícia
El palau de justícia és al carrer Gottorfstraße, 2, on es troba el Tribunal Social de l'Estat de Schleswig-Holstein, el Tribunal Social de Schleswig i la fiscal general, just davant del Castell Gottorf. Aquest castell va ser construït entre 1876 i 1878 i va ser la seu de l'antic govern prussià de Schleswig-Holstein. Des de 1993, l'escultura de bronze "Els forcats" de l'artista Otto Wilmsar ha estat davant de l'edifici com a monument a les víctimes de l'arbitrarietat nacionalsocialista.

### Tribunals superiors i tribunals subordinats
El Tribunal Federal de Justícia és immediatament per sobre del OLG (tribunal del Land Schleswig.) Són subordinats a l'OLG els tribunals regionals Flensburg, Itzehoe, Kiel i Lübeck.

### La Fiscalia
Les fiscalies dels tribunals de Flensburg, Itzehoe, Kiel i Lübeck són subordinades a la Fiscalia General, de l'OLG, subordinació paral·lela a l'estructura judicial federal.

### Euro ordre de la justícia espanyola
El 25 de març de 2018 Carles Puigdemont va ser detingut i posat a disposició del tribunal de Schleswig-Holstein seguint l'euro ordre emesa per la justícia espanyola fins al 12 de juliol en que aquesta euro ordre va ser retirada.